# 셜리 스톨러

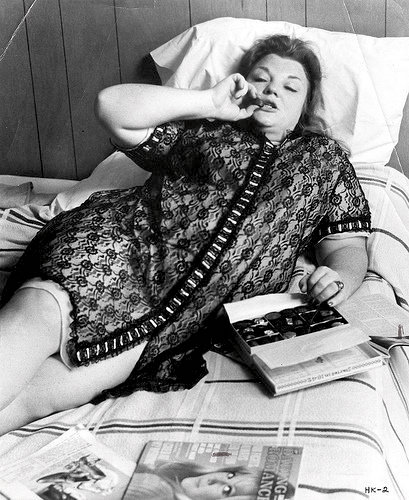

셜리 스톨러(Shirley Stoler, 1929년 3월 30일 ~ 1999년 2월 17일)는 미국의 배우, 연극 배우, 텔레비전 배우, 영화배우이다.
브루클린에서 태어났으며 뉴욕에서 사망하였다. 사인은 질병이다.

## 영화
- 맥 (1992년)
- 프랑켄후커 (1990년)
- 마이애미 블루스 (1990년)
- 스틱키 핑거스 (1988년)
- 3시의 결투 (1987년) - 에바 역
- 세컨드-핸드 하츠 (1981년)
- 디어 헌터 (1978년) - 스티븐의 어미니 역
- 리얼 영 레이디 (1976년)
- 허니문 킬러 (1970년)
- 원 라이프 투 리브 (1968년)